# Johann Gassner
Johann Gassner (* 3. Dezember 1933 in Wien; † 5. Juli 1985 ebenda) war ein österreichischer Politiker (ÖVP). Gassner war von 1969 bis 1975 Mitglied des Bundesrates und von 1975 bis 1985 Abgeordneter zum Nationalrat.

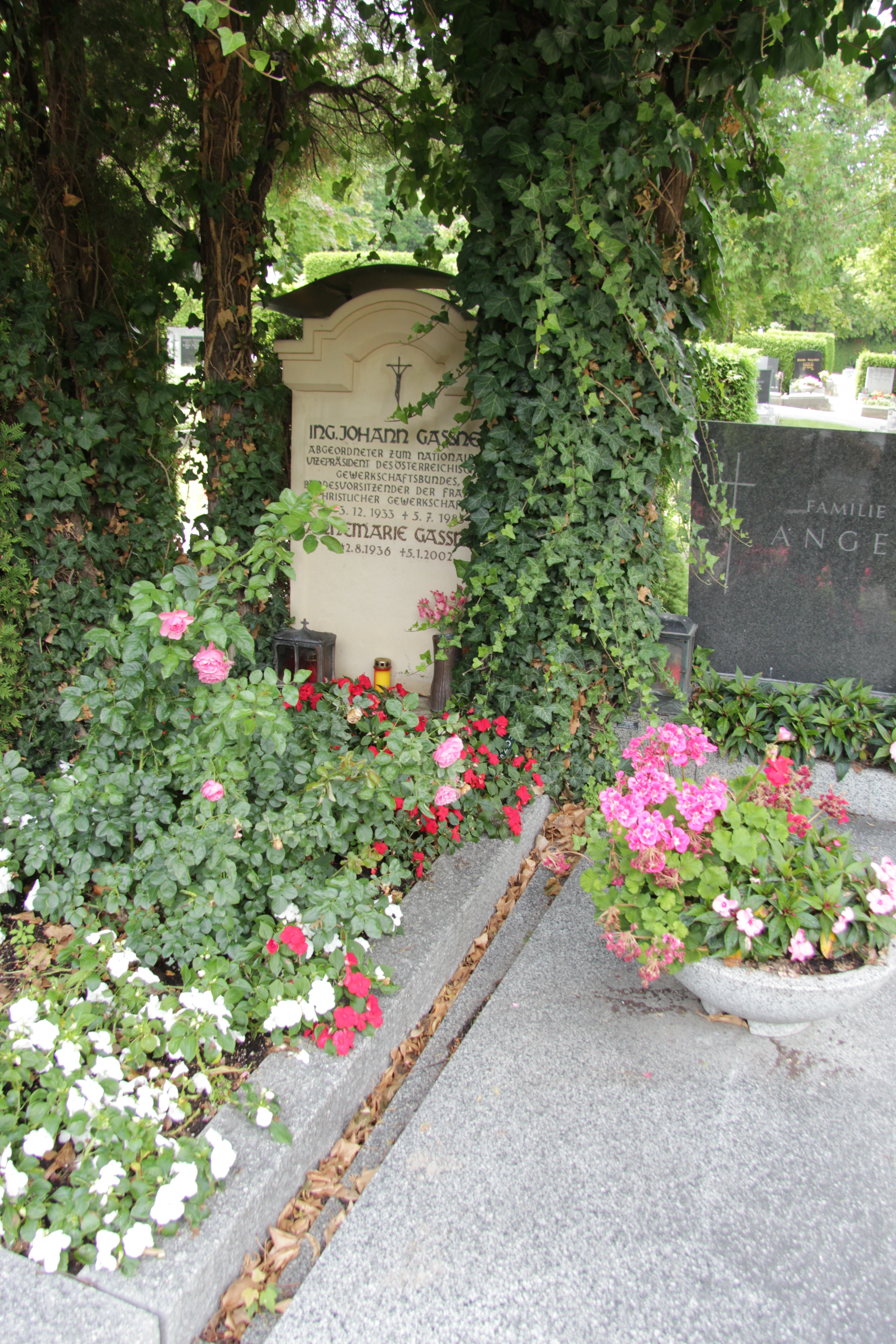
Grabmal am Mödlinger Friedhof

Gassner besuchte die Pflichtschule und ein Gymnasium, bevor er an die HTL Mödling wechselte. Dort wurde er Mitglied der MKV-Verbindung Tuistonia. 1952 legte er die Matura ab, danach war er Bediensteter der Niederösterreichischen Bundesstraßenverwaltung in der Planungsabteilung. Des Weiteren engagierte er sich zwischen 1964 und 1968 als Obmann-Stellvertreter der Zentralpersonalvertretung der niederösterreichischen Landesbediensteten. Zudem war er ab 1967 Mitglied des Landesvorstandes des ÖAAB Niederösterreich und der Bundesleitung des ÖAAB, von 1967 bis 1970 Landessekretär des ÖAAB Niederösterreich sowie zwischen 1971 und 1972 Generalsekretär-Stellvertreter des ÖAAB. 1975 stieg er zum Generalsekretär des ÖAAB auf, 1979 übernahm er das Amt des Vizepräsidenten des ÖGB.
Innerparteilich war Gassner ab 1965 als Stadtparteiobmann der ÖVP Mödling aktiv und wirkte ab 1967 als Mitglied der Landesparteileitung der ÖVP Niederösterreich. Zudem vertrat Gassner die ÖVP von 1965 bis 1975 als Stadtrat und Fraktionsführer in Mödling und hatte von 1973 bis 1975 das Amt des Bürgermeisters inne. Er war zwischen dem 20. November 1969 und dem 5. November 1975 Bundesrat und übernahm zwischen dem 6. Dezember 1973 und dem 4. November 1975 die Funktion des stellvertretenden Vorsitzenden des Bundesrates. Danach war er vom 4. November 1975 und dem 5. Juli 1985 Abgeordneter des Nationalrates. Nach seinem Tode wurde das Christliche Vereinshaus in Wien-Josefstadt – in dem die Fraktion Christlicher Gewerkschafter und der ÖAAB sowie andere christliche Vereinigungen ihren Sitz hatten und haben – nach ihm benannt. Es heißt heute Johann-Gassner-Haus.

## Auszeichnungen
- 1976: Ehrenmitglied der katholischen Studentenverbindung OkaV Rhaeto-Danubia Wien im ÖCV.
- 1977: Großes Goldenes Ehrenzeichen für Verdienste um die Republik Österreich[1]